# Équipe du Malawi féminine de football
Cet article traite de l'équipe féminine. Pour l'équipe masculine, voir Équipe du Malawi de football.
Maillots
L'équipe du Malawi féminine de football est l'équipe nationale qui représente le Malawi dans les compétitions internationales de football féminin. Elle est gérée par la Fédération du Malawi de football.
Le Malawi joue son premier match officiel le 20 avril 2002 à Harare contre la Zambie (défaite 8-0) lors du Championnat féminin du COSAFA 2002. Les Malawites n'ont jamais participé à une phase finale de compétition majeure de football féminin, que ce soit le Championnat d'Afrique de football féminin, la Coupe du monde ou les Jeux olympiques. Elles terminent quatrièmes du Championnat féminin de la COSAFA 2011, demi-finalistes du Championnat féminin du COSAFA 2020, finalistes du Championnat féminin du COSAFA 2021 avant de remporter le Championnat féminin du COSAFA 2023.

## Classement FIFA
| Année              | 2006 | 2007 | 2008 | 2009 | 2010 | 2011 | 2012 | 2013 | 2014 | 2015 | 2016 | 2017 | 2018 | 2019 | 2020 | 2021 | 2022 |
| ------------------ | ---- | ---- | ---- | ---- | ---- | ---- | ---- | ---- | ---- | ---- | ---- | ---- | ---- | ---- | ---- | ---- | ---- |
| Classement mondial | 123  | 144  | 117  | 92   | 128  | 134  | 127  | 118  | 133  | 134  | 123  | 110  | 144  | 141  | 130  | 153  | 158  |